# Anisomelia flavisecta
Anisomelia flavisecta är en fjärilsart som beskrevs av Paul Dognin 1910. Anisomelia flavisecta ingår i släktet Anisomelia och familjen mätare. Inga underarter finns listade i Catalogue of Life.